# Claes-Göran Hederström
Claes-Göran Hederström, né le 20 octobre 1945 à Danderyd (Suède) et mort le 8 novembre 2022 à Norrköping (Suède), est un chanteur suédois.
Il est notamment connu pour avoir représenté la Suède au Concours Eurovision de la chanson 1968 avec la chanson Det börjar verka kärlek, banne mej.